# الجنس والفلسفة
الجنس والفلسفة (بالفارسية: سکس و فلسفه) هو فيلم أُنتج دوليًا عام 2005 من إخراج وكتابة وإنتاج محسن مخملباف. الفيلم من بطولة دلیر نظراف ومريم قالبوف، وقد عُرض الفيلم في طاجيكستان. كما عُرض لأول مرة في مهرجان مونتريال السينمائي العالمي في سبتمبر 2005. وعُرض ضمن عرضٍ مسرحيٍ في كوريا الجنوبية، وتركيا، وإيطاليا، وسنغافورة، وروسيا. كان هذا العمل هو الاختيار الرسمي لطاجيكستان لحفل جوائز الأوسكار 78 ولكن تم استبعاده لأنه لم تتم إضافة ترجمات باللغة الإنجليزية إلى الفيلم في الوقت الذي سمحت به أكاديمية فنون وعلوم الصور المتحركة.

## الحبكة
في خضم أزمة منتصف العمر يقرر جان، وهو معلم رقص يبلغ من العمر 40 عامًا، إخبار عشيقاته الأربع عن بعضهم البعض. يجمعهم معًا لشرح أفعاله، ويخوض في تفاصيل حول سبب بدء علاقاته مع كل منهم. ليعطي كل منهم ساعة للمغادرة. في وقت لاحق، اكتشف أن إحداهن كانت على علاقة غرامية مع ثلاثة رجال آخرين عندما اتصلت به في اجتماع مماثل وبدأت في شرح سبب بدء علاقة غرامية مع كل منهم.

## فريق التمثيل
- دلیر نظراف مثل يناير
- مريم جايبوفا
- تهمينه إبراهيموفا
- نادرة عبد الله
- علي أكبر عبد اللوييف
- مليكة جادويفا
- نيكا جافوروفا
- تورانا إسماعيل
- تامانو كاريموفا
- نوديرا مازيتوفا
- نسيبة نسيموفا
- زارينا شوجيبوفا
- نيكولاي تيبيكين
- مارجريتا ين

## الجوائز
- 2005 ترشح للجائزة الكبرى في مهرجان مونتريال السينمائي الدولي

## روابط خارجية
- الجنس والفلسفة على موقع IMDb (الإنجليزية)
- الجنس والفلسفة على موقع ألو سيني (الفرنسية)
- الجنس والفلسفة على موقع أول موفي (الإنجليزية)
- الجنس والفلسفة على موقع فيلمافينيتي (الإسبانية)
- الجنس والفلسفة على موقع قاعدة بيانات الفيلم (الإنجليزية)
- الجنس والفلسفة على موقع ليتربوكسد (الإنجليزية)
- الجنس والفلسفة على موقع كينوبويسك (الروسية)